# Type:Rider
Type:Rider est un jeu vidéo de plates-formes et de réflexion, produit par Agat Films & Cie - Ex Nihilo et Arte France et réalisé par Cosmografik , sur la base d'un projet étudiant issu de l'ENJMIN et des Gobelins. Il a été édité par la société française Bulkypix et est sorti en 2013 sur iOS, Android, Windows, PlayStation 4, PlayStation Vita et Nintendo Switch.
Le jeu a pour vocation de faire découvrir l'histoire de la typographie à travers ses polices de caractères les plus connues.

## Système de jeu
Type:Rider propose d'incarner deux points typographiques « : » et d'explorer différents niveaux en vue latérale. Ces niveaux forment un panorama de l'histoire de la typographie à travers des univers inspirés de polices emblématiques : Gothic, Garamond, Didot, Clarendon, Times, Futura, Helvetica, Pixel (et Comic Sans MS en niveau caché),.
Trois modes de contrôles sont proposés : boutons virtuels, intuitif et accéléromètre. Le jeu vidéo est au cœur d'un dispositif transmédia comprenant une installation interactive destiné aux salons et expositions et un éditeur de niveaux sur Facebook.

## Réception

### Classements App Store
Le jeu a été sélectionné App of the Week par Apple et a été classé numéro 1 des ventes en France sur iPhone et iPad[source secondaire souhaitée].

### Critique
Le jeu a reçu un accueil positif de la presse spécialisé. TouchArcade a tout particulièrement apprécié le gameplay du jeu et son imbrication avec l'histoire de la typographie. Gamekult a choisi le jeu dans sa sélection hebdomadaire de jeux mobiles

### Récompenses
- Prix de la Cohérence artistique aux European Indie Game Days Awards[14].
- Prix du Meilleur jeu vidéo de l'année du Parisien[15].